# Patámbaro, Penjamillo
Patámbaro är en ort i Mexiko.   Den ligger i kommunen Penjamillo och delstaten Michoacán de Ocampo, i den centrala delen av landet, 290 km väster om huvudstaden Mexico City. Patámbaro ligger 1 796 meter över havet och antalet invånare är 424.
Terrängen runt Patámbaro är kuperad åt sydväst, men åt nordost är den platt. Terrängen runt Patámbaro sluttar norrut. Runt Patámbaro är det ganska tätbefolkat, med 86 invånare per kvadratkilometer. Närmaste större samhälle är Penjamillo de Degollado, 10,6 km väster om Patámbaro. I omgivningarna runt Patámbaro växer huvudsakligen savannskog.